# Charlevoix (regionale Grafschaftsgemeinde)
Charlevoix ist eine regionale Grafschaftsgemeinde (französisch municipalité régionale du comté, MRC) in der kanadischen Provinz Québec.
Sie liegt in der Verwaltungsregion Capitale-Nationale und besteht aus sieben untergeordneten Verwaltungseinheiten (eine Stadt, drei Gemeinden, zwei Sprengel und ein gemeindefreies Gebiet). Die MRC wurde am 1. Januar 1982 gegründet. Der Hauptort ist Baie-Saint-Paul. Die Einwohnerzahl beträgt 12.997 (Stand: 2016) und die Fläche 3.763,22 km², was einer Bevölkerungsdichte von 3,5 Einwohnern je km² entspricht.
Der Windpark Rivière-du-Moulin befindet sich teilweise auf dem Gebiet von Charlevoix.

## Gliederung
Stadt (ville)
- Baie-Saint-Paul

Gemeinde (municipalité)
- Les Éboulements
- L’Isle-aux-Coudres
- Petite-Rivière-Saint-François

Sprengel (municipalité de paroisse)
- Saint-Hilarion
- Saint-Urbain

Gemeindefreies Gebiet (territoire non organisé)
- Lac-Pikauba

## Angrenzende MRC und vergleichbare Gebiete
- Charlevoix-Est
- Kamouraska
- Le Fjord-du-Saguenay
- L’Islet
- La Côte-de-Beaupré
- Lac-Saint-Jean-Est
- Montmagny